# Künav
Künav (tur. Künav Mağarası) je kraška špilja koja se nalazi u blizini sela Kayadelen u okrugu Varto pokrajine Muş u Turskoj. Špilja je duga 3 kilometra i 15 km udaljena od središta općine Varto.
Visina stropa pećine Künav mjestimično je oko 35 metara i sastoji se od dva kata, a kroz donji kat prolazi rijeka. Ima tragova da je u ranom vijeku korištena kao naselje.

## Geologija i geomorfologija
Špilja Künav nastala je tijekom vremena kao rezultat potoka Görgü. Špilja je riječno-kraškog podrijetla.